# Переверзев, Иван Афанасьевич
Иван Афанасьевич Переверзев (ум. 1794) — российский педагог, автор ряда учебных пособий и справочников.
О детстве и отрочестве Переверзева информации практически не сохранилось, да и прочие биографические сведения о нём очень скудны и отрывочны; известно лишь что в середине XVIII века он воспитывался в Харьковской духовной коллегии.
Получив необходимое образование И. А. Переверзев стал преподавателем в Воронежской духовной семинарии. некоторое время спустя он был приглашён на должность директора Харьковского народного училища. 
Самыми известными литературными трудами И. А. Переверзева являются «Топографическое описание Харьковского наместничества с историческим предуведомлением о бывших в сей стране с древних времен переменах» (М., 1788) и «Краткие правила российского правописания для употребления малороссиян по свойству украинского диалекта» (М., 1788).